# C字褲

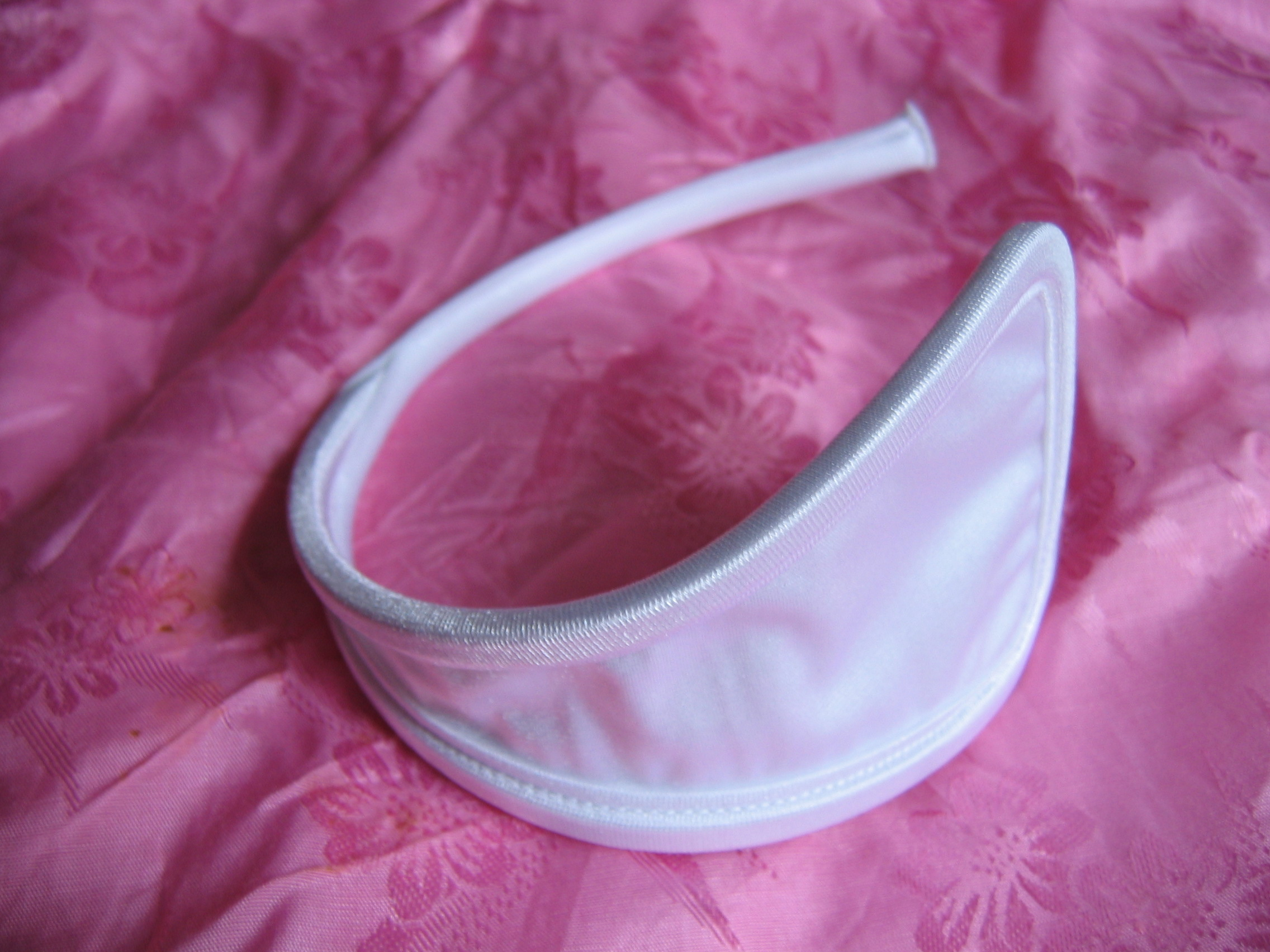
C字褲

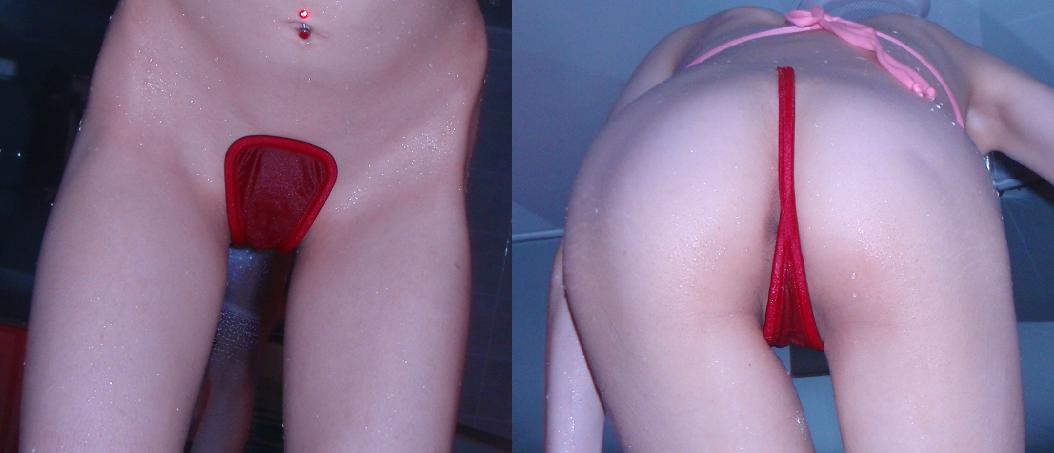
穿著C字褲

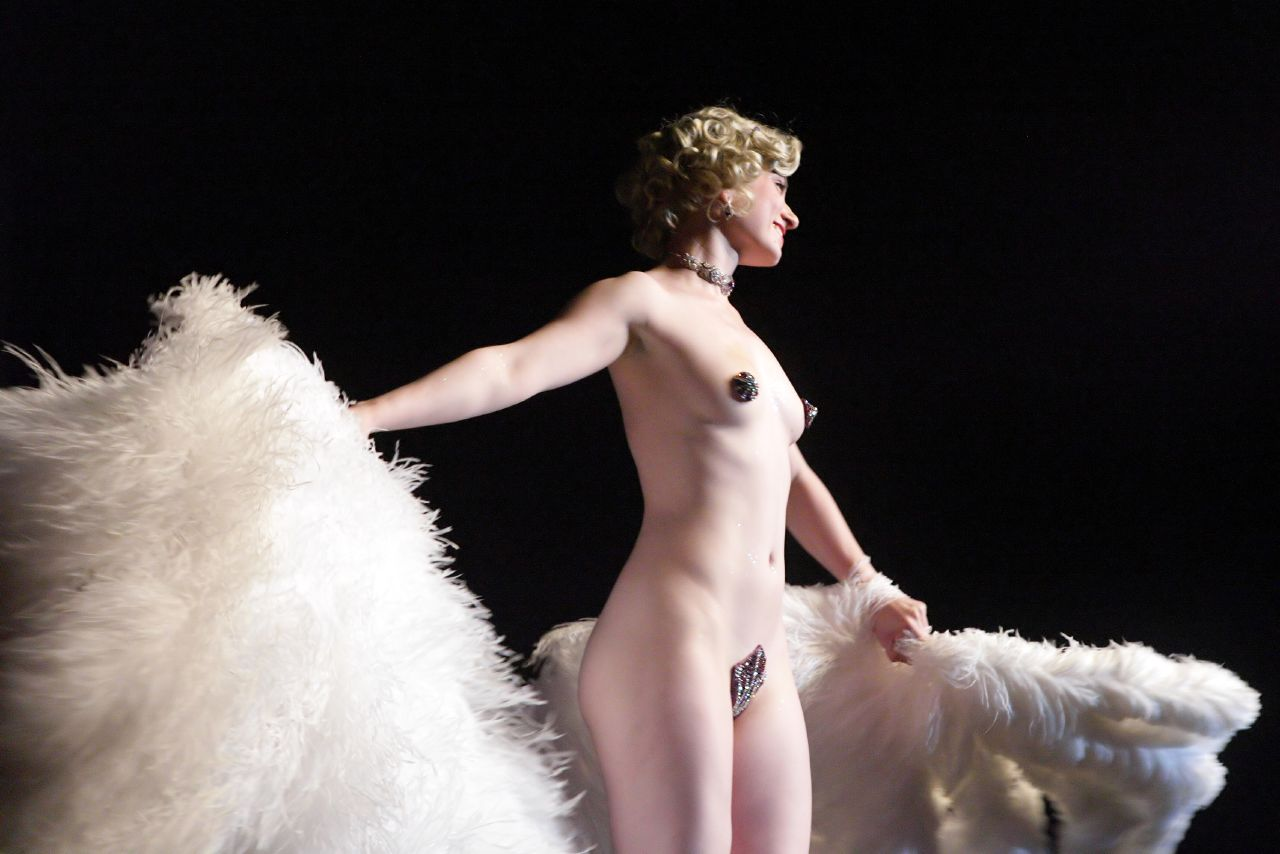
只穿戴項鍊、胸貼及C字褲的舞者

C字褲（英語：C-string）是一種類似丁字褲的女用內褲。和丁字褲不同的是，C字褲腰部沒有固定用的帶子，只有C字型的本體。
由於沒有固定用的帶子，C字褲無法像一般內褲一樣只使用布料。C字褲的本體中有塑料強化的彈性支架作為固定，穿戴時放在陰部及股溝的位置，用兩腿夾緊固定。由於腰部沒有任何布料，不會有穿低腰褲時部份內褲露出（鯨魚尾）的困擾。C字褲也可設計為海灘裝的一部份，由於側面沒有布料，不會出現因部份皮膚沒晒到太陽以致膚色深淺不一的情形。
C字褲的發明者是美國的保險經紀人大衛·布拉德肖（David Bradshaw），他在大學時代就發明了C字褲；不過因為當時民風保守，可能無法接受這樣的衣著，因此未公開販售。等待了約20年，一直到人們開始接受丁字褲後，David才在2006年成立網站開始販售C字褲。

## 外部連結
- C string 官方網站